# 築島謙三
築島 謙三（つきしま けんぞう、1911年1月24日 - 1992年4月7日）は、日本の社会心理学者、元東京大学東洋文化研究所教授。

## 略歴
鹿児島県生まれ。1941年東京帝国大学文学部心理学科卒、同年東京府立第三商業学校教諭、1943年東京帝国大学東洋文化研究所助手、1951年専任講師、1962年「文学心理学基礎論」で東洋大学文学博士、1968年東京大学東洋文化研究所教授、1971年定年退官、成城大学文芸学部教授、1980年退職。日本社会心理学会理事長を務めた(1960年 - 1964年、1966年 - 1968年)。
次第に日本文化論に関心を移した。

## 著書
- 『ことばの本性 その心理学的考察』法政大学出版局 1959年
- 『文化心理学基礎論』勁草書房 1962年
- 『ことばの社会心理』明治図書出版 1964年
- 『ラフカディオ・ハーンの日本観 その正しい理解への試み』勁草書房 1964年
- 『日本人を考える 比較心理の立場で』大日本図書 1977年
- 『「日本人論」の中の日本人 民族の核心を知る』大日本図書 1984年 のち講談社学術文庫

### 共編
- 『日本人の性格』依田新共編 朝倉書店 1970年

### 翻訳
- マルティン・グシンデ『アフリカの矮小民族 ピグミーの生活と文化』平凡社 1960
- レミ『メモワール <自由フランス>地下情報員は綴る 1940-44』編訳 法政大学出版局 1985
- ポール・ワツラウィック『変化の言語 治療コミュニケーションの原理』法政大学出版局 1989
- R.A.ウォルドロン『意味と意味の発展』法政大学出版局 1990

## 論文
- 「語音表象に関する一考察」 『心理学研究』 第16巻 4号 (1941)
- 「言語表現に於ける象徴意識の様相」 『東洋文化研究所』 第3号 (1947)
- 「象徴の考察」 『心理学研究』 第20巻 1号 (1949)
- 「思惟の原初的形式とその発展」 『東洋文化研究所』 第11号 (1949)
- 「病気をめぐる南方原住民の思惟に関する若干の研究資料について」 『千輪浩先生還暦記念論文集 最近心理学の諸問題』 東京大学・同記念事業委員会発行 (1952)
- 「行動の系統発生-人間」 『心理学講座 3. 発達心理』 中山書店 (19553)
- 「未開人の思惟の合理性について」 『アカデミア』 第4巻 (1953)
- 「農民のパーソナリティー 実態調査報告」 『東洋文化研究所紀要』 第5冊 (1953)
- 「論理的思考」 『心理学講座 5. 学習心理』 中山書店 (1954)
- 「言語」 『講座現代心理学 2. 社会的人間』 中山書店 (1959)
- 「北吉見村住民のパーソナリティー」 『東洋文化研究所紀要』 第18冊 (1959)
- 「文化人類学における性格の問題」 『性格心理学講座 1. 性格の理論』 金子書房 (1961)
- 「日本人のパーソナリティー」 『年報社会心理学』 第3集 (1962)
- 「心理学における文化の視点」 『年報社会心理学』 第16集 (1975)
- 「文化心理学的方法」 八木冕編 『心理学研究法 1. 方法論』 東京大学出版会 (1976)
- 「マレー人の民族性」 『年報社会心理学』 第17号 (1976)